# Arenga de Santa Rosa
Con el nombre de Arenga de Santa Rosa se conoció el texto de la proclama independentista del coronel mayor Juan José Feliciano Fernández Campero, Marqués de Yavi, mediante la cual juramentó e hizo juramentar a sus soldados fidelidad a la nueva Nación Sudamericana. El juramento fue tomado el 30 de agosto de 1816 en la Puna, Jujuy, luego que se declarara la Independencia de las Provincias Unidas de Sudamérica en el Congreso de Tucumán el 9 de julio de 1816. Fernández Campero era al mismo tiempo Diputado electo al Congreso de Tucumán por Chichas, hoy Bolivia, encontrándose imposibilitado de asistir por estar en momento en el frente de batalla.

30 de agosto, día de Santa Rosa.

Hoy que es el día en que la Iglesia celebra la única santa canonizada del Perú, hemos jurado la independencia de la América del Sud, de orden del Señor General en Jefe don Manuel Belgrano. Por disposición del Soberano Congreso reunido en el Tucumán, que componen la nación, es decir: que nos separamos absolutamente de toda dominación europea. Nada hacemos con hablarlo, ofrecerlo y prometerlo, si nuestra constancia falta y el valor desmaya. A las armas americanos. Advertir que más de 300 años hemos sido cautivos y con este acto se han roto las cadenas que nos oprimían: Tratemos de realizar este gran proyecto. El tirano procurará devorarnos; opongámosle el pecho firme, ánimo resuelto, unión y virtud para resistirlo. Veréis como el imperio de nuestros Incas renace, y la Corte del Cuzco florece. Nosotros nos haremos de un gobierno dulce y nuestros nombres serán eternos en los fastos de la historia. Repito: si queréis ser independientes, si apetecéis componer una nación grande, llegar al rango de vuestros antepasados, conservad la Religión Católica, la virtud arregle nuestras operaciones, y el valor y entusiasmo las rija. Con esto lograremos nuestros fines. Entre tanto resuenen por el aire las voces halagüeñas. ¡Viva la América del Sud! ¡Viva nuestra amada patria! ¡Viva el imperio peruano y vivan sus hijos en unión!.